# ریپالیموسانی
ریپالیموسانی (به ایتالیایی: Ripalimosani) یک کومونه در ایتالیا است که در استان کامپوباسو واقع شده‌است.

## خصوصیات
ریپالیموسانی ۳۳٫۸ کیلومترمربع مساحت و ۲٬۶۸۵ نفر جمعیت دارد.